# 大言壮語
| ウィキペディアには「大言壮語」という見出しの百科事典記事はありません（タイトルに「大言壮語」を含むページの一覧/「大言壮語」で始まるページの一覧）。 代わりにウィクショナリーのページ「大言壮語」が役に立つかもしれません。 |